# Morti il 21 febbraio
| Questa pagina contiene informazioni ricavate automaticamente dalle voci biografiche con l'ausilio del template Bio e di un bot. L'aggiornamento è periodico e automatico e ricostruisce completamente la pagina. Se manca una persona in questa lista, sei pregato di non aggiungerla, ma accertati piuttosto che la sua voce biografica contenga il template Bio e che i dati anagrafici siano correttamente compilati. Se il template Bio manca, inseriscilo tu stesso o, in alternativa, metti l'avviso {{tmp\|Bio}} che ne segnala la mancanza. Se i dati riportati sono sbagliati, correggi direttamente la voce biografica; le modifiche saranno visibili in questa lista entro pochi giorni. Per chiarimenti vedi il progetto biografie. La lista contiene solo le 525 persone che sono citate nell'enciclopedia e per le quali è stato implementato correttamente il template Bio. Pagina aggiornata al 5 ago 2025. |

## I secolo(1)
- 4 - Gaio Cesare, politico e militare romano (n. 20 a.C.)

## VI secolo(1)
- 556 - Massimiano, arcivescovo italiano (n. 498)

## IX secolo(1)
- 830 - Giacobbe di Alessandria, arcivescovo cristiano orientale egiziano

## XI secolo(1)
- 1034 - Havoise di Normandia, nobildonna francese

## XIII secolo(3)
- 1211 - Aimone di Briançon, arcivescovo cattolico e nobile
- 1248 - Marcellino Albergotti Beltrami, vescovo cattolico italiano
- 1257 - Ugo di Digne, religioso francese

## XIV secolo(1)
- 1333 - Manuele II di Trebisonda, imperatore bizantino

## XV secolo(3)
- 1437 - Giacomo I di Scozia, re (n. 1394)
- 1438 - Qavam al-Din Shirazi, architetto persiano
- 1462 - Andrea Cavalcanti, scultore e architetto italiano (n. 1412)

## XVI secolo(16)
- 1513 - Johannes Cuno, umanista e grecista tedesco
- 1513 - Papa Giulio II, papa, vescovo cattolico e cardinale italiano (n. 1443)
- 1515 - Giacomo Colombo, navigatore italiano (n. 1468)
- 1537 - Gerolamo Accoramboni, medico italiano (n. 1469)
- 1543 - Aḥmad Grāñ b. Ibrāhīm, militare somalo (n. 1506)
- 1550 - Philippe de la Chambre, cardinale e vescovo cattolico francese
- 1550 - Francesco III Gonzaga, nobile italiano (n. 1533)
- 1554 - Hieronymus Bock, botanico tedesco (n. 1498)
- 1554 - Sibilla di Jülich-Kleve-Berg, principessa (n. 1512)
- 1565 - Federico Gonzaga, cardinale e vescovo cattolico italiano (n. 1540)
- 1571 - Lodovico Castelvetro, filologo e critico letterario italiano (n. 1505)
- 1575 - Claudia di Valois, principessa francese (n. 1547)
- 1586 - Michele della Torre, cardinale e vescovo cattolico italiano (n. 1511)
- 1589 - William Somerset, III conte di Worcester, nobile inglese (n. 1526)
- 1590 - Ambrose Dudley, III conte di Warwick, generale inglese (n. 1530)
- 1595 - Robert Southwell, gesuita e poeta inglese (n. 1561)

## XVII secolo(18)
- 1618 - Vittorio Baldini, tipografo italiano
- 1624 - Dirck van Baburen, pittore olandese
- 1624 - Giovanni Adolfo di Schleswig-Holstein-Sonderburg-Norburg, nobile danese (n. 1576)
- 1626 - Odoardo Farnese, cardinale italiano (n. 1573)
- 1636 - Al-Walid ibn Zaydan, sultano marocchino
- 1648 - Antonio Basso, poeta italiano (n. 1605)
- 1655 - Giovanni X di Holstein-Gottorp, principe (n. 1606)
- 1664 - Fernando de Castro y Andrade, arcivescovo cattolico spagnolo (n. 1594)
- 1668 - John Thurloe, britannico (n. 1616)
- 1676 - Giovanni Artusi Canale, scultore italiano (n. 1610)
- 1677 - Girolamo Buonvisi, cardinale e arcivescovo cattolico italiano (n. 1607)
- 1677 - Baruch Spinoza, filosofo olandese (n. 1632)
- 1678 - Salomon Savery, pittore e incisore olandese (n. 1594)
- 1684 - Hugh May, architetto britannico (n. 1621)
- 1686 - Sibilla Cristina di Anhalt-Dessau, nobile (n. 1603)
- 1687 - Georg Andreas Böckler, architetto e ingegnere tedesco (n. 1617)
- 1689 - Isaac Vossius, bibliotecario e saggista olandese (n. 1618)
- 1691 - Antonio Bichi, cardinale e vescovo cattolico italiano (n. 1614)

## XVIII secolo(26)
- 1704 - Giovanni Carlo del Palatinato-Birkenfeld-Gelnhausen, principe tedesco (n. 1638)
- 1714 - Innocenzo Milliavacca, vescovo cattolico italiano (n. 1635)
- 1714 - Francesco Paglia, pittore e critico d'arte italiano (n. 1635)
- 1714 - Eugenio Alessandro di Thurn und Taxis, conte (n. 1652)
- 1730 - Papa Benedetto XIII, papa, vescovo cattolico e cardinale italiano (n. 1649)
- 1737 - Santino Bussi, stuccatore svizzero (n. 1663)
- 1741 - Jethro Tull, agronomo e inventore britannico (n. 1674)
- 1747 - Francesco Muttoni, architetto italiano (n. 1669)
- 1748 - Antoine Danchet, drammaturgo, librettista e poeta francese (n. 1671)
- 1748 - Raffaele Cosimo de' Girolami, cardinale e arcivescovo cattolico italiano (n. 1670)
- 1756 - Daniele Concina, presbitero italiano (n. 1687)
- 1757 - Georg Franz Ebenhech, scultore e intagliatore tedesco (n. 1710)
- 1757 - Bartolomeo Intieri, agronomo italiano (n. 1679)
- 1769 - Anna Michajlovna Voroncova, nobildonna russa (n. 1743)
- 1770 - Giovanni Pietro Dolfin, scrittore, teologo e religioso italiano (n. 1709)
- 1771 - Filippo Raguzzini, architetto italiano (n. 1690)
- 1780 - Francesco Foschi, pittore italiano (n. 1710)
- 1788 - Francesco Angiolini, traduttore e scrittore italiano (n. 1750)
- 1788 - Johann Georg Palitzsch, astronomo tedesco (n. 1723)
- 1789 - Paul Henri Thiry d'Holbach, filosofo, enciclopedista e traduttore tedesco (n. 1723)
- 1789 - Carlo Borromeo del Liechtenstein, generale austriaco (n. 1730)
- 1789 - Natale Saliceti, medico italiano (n. 1714)
- 1792 - Nicolas Guy Brenet, pittore francese (n. 1728)
- 1794 - Noël Pinot, presbitero francese (n. 1747)
- 1796 - Etienne Scio, compositore e violinista francese (n. 1766)
- 1798 - Étienne François d'Aligre, magistrato francese (n. 1727)

## XIX secolo(65)
- 1821 - Guglielmo Manzi, letterato italiano (n. 1784)
- 1821 - Georg Friedrich von Martens, giurista e diplomatico tedesco (n. 1756)
- 1824 - Eugenio di Beauharnais, generale francese (n. 1781)
- 1825 - Johann Erdwin Christoph Ebermaier, farmacista e medico tedesco (n. 1768)
- 1830 - Ekaterina Sergeevna Samojlova, nobildonna russa (n. 1763)
- 1830 - Anne-Antoine-Jules de Clermont-Tonnerre, cardinale e arcivescovo cattolico francese (n. 1749)
- 1836 - Dar'ja Aleksandrovna Košeleva, nobildonna russa (n. 1752)
- 1838 - Giuseppe Ronchetti, letterato, storico e religioso italiano (n. 1752)
- 1838 - Antoine-Isaac Silvestre de Sacy, orientalista, linguista e traduttore francese (n. 1758)
- 1839 - Pietro Paoli, matematico italiano (n. 1759)
- 1840 - Stefano Gasse, architetto e urbanista italiano (n. 1778)
- 1840 - Fortuné-Charles de Mazenod, vescovo cattolico francese (n. 1749)
- 1841 - Dorothea Tieck, traduttrice tedesca (n. 1799)
- 1842 - Wojciech Żywny, pianista e insegnante polacco (n. 1756)
- 1844 - Jacques-Edme Dumont, scultore francese (n. 1761)
- 1846 - Ninkō, imperatore giapponese (n. 1800)
- 1848 - Simon Franz Molitor, violinista, chitarrista e compositore austriaco (n. 1766)
- 1849 - Andrea Lombardi, storico e politico italiano (n. 1785)
- 1850 - Claudio Gabriele de Launay, nobile, politico e patriota italiano (n. 1786)
- 1854 - Carlo Emanuele La Marmora, politico e militare italiano (n. 1788)
- 1854 - Albin Roussin, ammiraglio e senatore francese (n. 1781)
- 1855 - Jodocus Sebastiaen van den Abeele, pittore belga (n. 1797)
- 1855 - John Ponsonby, I visconte Ponsonby, diplomatico e politico britannico
- 1858 - Antonio Guadagnoli, poeta e letterato italiano (n. 1798)
- 1861 - Giovanni Brunelli, cardinale e arcivescovo cattolico italiano (n. 1795)
- 1861 - Lars Levi Læstadius, pastore protestante, scrittore e botanico svedese (n. 1800)
- 1862 - Justinus Kerner, scrittore, poeta e medico tedesco (n. 1786)
- 1863 - Enrico Marconi, architetto italiano (n. 1792)
- 1865 - Stapleton Cotton, I visconte Combermere, generale britannico (n. 1773)
- 1865 - Constant Troyon, pittore francese (n. 1810)
- 1865 - Ambrogio Uboldo, collezionista d'arte, mecenate e militare italiano (n. 1785)
- 1866 - Manuel Felipe Tovar, politico venezuelano (n. 1803)
- 1867 - Henry Bryant, medico e naturalista statunitense (n. 1820)
- 1868 - Giuseppe Abbati, pittore e patriota italiano (n. 1836)
- 1870 - Emerico Amari, giurista, politico e giornalista italiano (n. 1810)
- 1871 - Luigi Dragonetti, politico e scrittore italiano (n. 1791)
- 1872 - Roberto de Sauget, politico e militare italiano (n. 1786)
- 1873 - Giuseppe Bertoja, scenografo e imprenditore italiano (n. 1803)
- 1876 - Marija Nikolaevna Romanova, mecenate e collezionista d'arte russa (n. 1819)
- 1877 - John Oxenford, drammaturgo, traduttore e librettista inglese (n. 1812)
- 1878 - Andrew Scott Waugh, ufficiale britannico (n. 1810)
- 1879 - Sher Ali Khan, emiro afghano (n. 1825)
- 1879 - Jacob Aaron Westervelt, politico statunitense (n. 1800)
- 1880 - Izmail Ivanovič Sreznevskij, slavista russo (n. 1812)
- 1881 - Vincenzo Malenchini, militare e politico italiano (n. 1813)
- 1883 - Franz von Rinecker, farmacologo tedesco (n. 1811)
- 1884 - Auguste Bonheur, pittore francese (n. 1824)
- 1886 - Gavino Nino, presbitero e politico italiano (n. 1807)
- 1888 - George Percy Badger, missionario britannico (n. 1815)
- 1888 - Vincenzo Brusco Onnis, giornalista e patriota italiano (n. 1822)
- 1888 - Vladimir Dmitrievič Golicyn, ufficiale russo (n. 1815)
- 1888 - Jozef Miloslav Hurban, scrittore, politico e pastore protestante slovacco (n. 1817)
- 1888 - Medoro Savini, giornalista, politico e pubblicista italiano (n. 1835)
- 1888 - Antonio Tarlazzi, presbitero e storico italiano (n. 1802)
- 1889 - Antonio Pacifico Neno, religioso italiano (n. 1833)
- 1891 - Arthur Maximilian Bylandt-Rheydt, generale e politico austriaco (n. 1821)
- 1891 - George Keppel, VI conte di Albemarle, nobile, ufficiale e politico inglese (n. 1799)
- 1892 - Emilio Broglio, politico italiano (n. 1814)
- 1894 - Gustave Caillebotte, pittore francese (n. 1848)
- 1894 - Maria Enrichetta Dominici, religiosa italiana (n. 1828)
- 1895 - Pietro Ghinzoni, archivista, storico e patriota italiano (n. 1828)
- 1897 - Antonino Bonaccorsi, pittore italiano (n. 1827)
- 1897 - Gerasimo di Gerusalemme, arcivescovo ortodosso greco (n. 1839)
- 1899 - Pietro Bastogi, politico italiano (n. 1808)
- 1900 - Alfredo Brañas, scrittore e politico spagnolo (n. 1859)

## XX secolo(265)
- 1901 - Adolf Bayersdorfer, storico dell'arte, scacchista e compositore di scacchi tedesco (n. 1842)
- 1901 - Emil Hübner, filologo tedesco (n. 1834)
- 1901 - Cesare Mariani, pittore italiano (n. 1826)
- 1901 - Henry Peach Robinson, fotografo britannico (n. 1830)
- 1902 - Emil Holub, esploratore, cartografo e etnografo ceco (n. 1847)
- 1905 - Massimo Bonardi, politico italiano (n. 1850)
- 1905 - James Carnegie, IX conte di Southesk, nobile britannico (n. 1827)
- 1906 - Joseph Arthur, commediografo e attore teatrale statunitense (n. 1848)
- 1906 - Tommaso Dal Pozzo, ceramista, pittore e storico dell'arte italiano (n. 1862)
- 1907 - Erik Gustaf Boström, politico svedese (n. 1842)
- 1907 - Camillo Giussani, giornalista, scrittore e insegnante italiano (n. 1825)
- 1907 - Jacques-Marie-Louis Monsabré, presbitero francese (n. 1827)
- 1908 - Édouard Dessommes, scrittore statunitense (n. 1845)
- 1908 - Harriet Hosmer, scultrice statunitense (n. 1830)
- 1911 - Francesco Biangardi, scultore italiano (n. 1832)
- 1911 - Francesco Certo, vescovo cattolico italiano (n. 1849)
- 1911 - Bortolo Foratti, avvocato, imprenditore e politico italiano (n. 1845)
- 1911 - Atenógenes Silva y Álvarez Tostado, arcivescovo cattolico messicano (n. 1848)
- 1912 - Osborne Reynolds, fisico e ingegnere britannico (n. 1842)
- 1915 - Crisanto Del Cioppo, compositore e direttore d'orchestra italiano (n. 1830)
- 1915 - Fulcran Vigouroux, presbitero e biblista francese (n. 1837)
- 1916 - Karl Begas, scultore tedesco (n. 1845)
- 1916 - Giuseppe Magini, medico italiano (n. 1851)
- 1916 - Hermann von Rohden, educatore e archeologo tedesco (n. 1852)
- 1917 - Joaquín Dicenta, drammaturgo, scrittore e giornalista spagnolo (n. 1862)
- 1917 - John Faithfull Fleet, funzionario inglese (n. 1847)
- 1917 - Fred Mace, attore e regista statunitense (n. 1878)
- 1919 - Enrico Bernardi, inventore italiano (n. 1841)
- 1919 - Johnny Condon, pugile britannico (n. 1889)
- 1919 - Mary Edwards Walker, medico e attivista statunitense (n. 1832)
- 1919 - Kurt Eisner, giornalista e politico tedesco (n. 1867)
- 1919 - Carlo Antonio di Hohenzollern-Sigmaringen, principe tedesco (n. 1868)
- 1920 - Alfonso Carlo di Braganza, principe portoghese (n. 1865)
- 1920 - Vladimir Egorovič Makovskij, pittore, collezionista d'arte e insegnante russo (n. 1846)
- 1921 - Richard Foster Baker, regista statunitense (n. 1857)
- 1921 - George Dunlop Leslie, pittore britannico (n. 1835)
- 1923 - Miguel di Braganza, nobile portoghese (n. 1878)
- 1923 - Francesco Navarrini, basso italiano (n. 1855)
- 1924 - Salvatore Auteri Manzocchi, compositore italiano (n. 1845)
- 1924 - Louis Douzette, pittore tedesco (n. 1834)
- 1925 - Zacharie Baton, calciatore francese (n. 1886)
- 1925 - Fernando De Lucia, tenore italiano (n. 1860)
- 1925 - Raymond Havemeyer, golfista statunitense (n. 1884)
- 1925 - Jean-André Rixens, pittore francese (n. 1846)
- 1926 - Thereza Dillwyn Llewelyn, astronoma gallese (n. 1834)
- 1926 - Heike Kamerlingh Onnes, fisico olandese (n. 1853)
- 1927 - Thomas Ryan, rugbista a 15 e pittore neozelandese (n. 1864)
- 1928 - Hans von Koester, ammiraglio tedesco (n. 1844)
- 1928 - Enrico Reycend, pittore italiano (n. 1855)
- 1929 - Alfredo Codacci Pisanelli, giurista e politico italiano (n. 1861)
- 1929 - John Grenfell Maxwell, generale britannico (n. 1859)
- 1930 - Heinrich Kroll, militare e aviatore tedesco (n. 1894)
- 1930 - Habiba Msika, cantante, danzatrice e attrice tunisina (n. 1903)
- 1930 - Ahmad Shah Qajar, imperatore persiano (n. 1898)
- 1931 - Giuseppe Menada, dirigente d'azienda italiano (n. 1858)
- 1932 - Maurice de Bunsen, diplomatico inglese (n. 1852)
- 1932 - Gösta Löfgren, calciatore finlandese (n. 1891)
- 1932 - James Mercer, matematico britannico (n. 1883)
- 1932 - Giulio Pagliano, pittore italiano (n. 1882)
- 1933 - Ernst Johannes Schmidt, biologo danese (n. 1877)
- 1934 - Augusto César Sandino, rivoluzionario nicaraguense (n. 1895)
- 1935 - Giuseppe Moretti, scultore italiano (n. 1857)
- 1935 - Luis Pardo, militare, diplomatico e esploratore cileno (n. 1882)
- 1935 - Bernhard Solger, anatomista tedesco (n. 1849)
- 1936 - Mevhibe Kadin, ottomana (n. 1835)
- 1937 - Ferdinando Del Carretto di Novello, militare e politico italiano (n. 1865)
- 1938 - George C. Beresford, fotografo britannico (n. 1864)
- 1938 - Vladimir Džunkovskij, militare russo (n. 1865)
- 1938 - George Ellery Hale, astronomo e ottico statunitense (n. 1868)
- 1939 - Edlef Köppen, militare, scrittore e editore tedesco (n. 1893)
- 1941 - Ferruccio Bonapace, militare italiano (n. 1893)
- 1941 - Frederick Grant Banting, fisiologo canadese (n. 1891)
- 1942 - Massimiliano Custoza, militare italiano (n. 1897)
- 1942 - Heinz Hitler, militare tedesco (n. 1920)
- 1942 - Filippo Nicolai, militare italiano (n. 1916)
- 1942 - Olena Teliha, poetessa e attivista ucraina (n. 1906)
- 1943 - William Baird, calciatore scozzese (n. 1874)
- 1943 - Ernesto Franceschi, bobbista italiano (n. 1912)
- 1943 - Antonino Longo, pediatra italiano (n. 1874)
- 1944 - Anton Delbrück, psichiatra tedesco (n. 1862)
- 1944 - Rino Della Negra, partigiano francese (n. 1923)
- 1944 - Spartaco Fontanot, attivista e partigiano italiano (n. 1922)
- 1944 - Giacinto Ghia, imprenditore e carrozziere italiano (n. 1887)
- 1944 - Emil Juracka, pallamanista austriaco (n. 1912)
- 1944 - Cesare Luccarini, partigiano italiano (n. 1922)
- 1944 - Missak Manouchian, partigiano armeno (n. 1906)
- 1944 - Ferenc Szisz, pilota automobilistico ungherese (n. 1873)
- 1945 - Karl Auer, calciatore tedesco (n. 1898)
- 1945 - Massimiliano Erasi, ufficiale e aviatore italiano (n. 1908)
- 1945 - Eric Liddell, velocista, rugbista a 15 e missionario britannico (n. 1902)
- 1945 - Heinz Schlauch, nuotatore tedesco (n. 1915)
- 1946 - Gustaf Kilman, cavaliere svedese (n. 1882)
- 1947 - Charles Paget, VI marchese di Anglesey, ufficiale inglese (n. 1885)
- 1947 - Richard Barry Parker, architetto e urbanista britannico (n. 1867)
- 1948 - Axel Matias Haglund, canottiere finlandese (n. 1884)
- 1948 - Frederic Lamond, pianista e compositore scozzese (n. 1868)
- 1948 - Geoffrey Pyke, inventore e educatore britannico (n. 1893)
- 1950 - Samuel Day, calciatore inglese (n. 1878)
- 1950 - Frederick Keeping, pistard britannico (n. 1867)
- 1950 - Gerhard Kowalewski, matematico tedesco (n. 1876)
- 1950 - Henri Le Floch, presbitero francese (n. 1862)
- 1950 - Giovanni Battista Pera, politico italiano (n. 1899)
- 1951 - Campbell Brown, golfista statunitense (n. 1876)
- 1951 - Gustav Höhne, generale tedesco (n. 1893)
- 1951 - Katarzyna Kobro, scultrice polacca (n. 1898)
- 1951 - Scott Pembroke, regista, attore e sceneggiatore statunitense (n. 1889)
- 1952 - Francis Xavier Ford, vescovo cattolico e missionario statunitense (n. 1892)
- 1952 - Christian von Pentz, militare tedesco (n. 1882)
- 1953 - Ilio Colli, sciatore alpino italiano (n. 1931)
- 1953 - Konrad Krafft von Dellmensingen, generale tedesco (n. 1862)
- 1953 - Henri Duvanel, nuotatore e pallanuotista francese (n. 1896)
- 1953 - Lewis Ferry Moody, ingegnere meccanico statunitense (n. 1880)
- 1953 - Robert Piguet, stilista e profumiere svizzero (n. 1898)
- 1954 - William K. Howard, regista, sceneggiatore e produttore cinematografico statunitense (n. 1899)
- 1955 - Angelo Brando, pittore italiano (n. 1878)
- 1956 - Camillo Bregant, generale austriaco (n. 1879)
- 1956 - George Davidson, dirigente sportivo, imprenditore e ciclista su strada britannico (n. 1865)
- 1956 - Paul Christian Frank, avvocato e politico norvegese (n. 1879)
- 1956 - Ettore Janni, giornalista, critico letterario e politico italiano (n. 1875)
- 1957 - Saverio Patrizi, esploratore, entomologo e speleologo italiano (n. 1902)
- 1957 - Marguerite Sylva, mezzosoprano belga (n. 1875)
- 1958 - Henryk Arctowski, geologo, meteorologo e esploratore polacco (n. 1871)
- 1958 - Tullio Camillotti, sollevatore italiano (n. 1880)
- 1958 - Ángel Capuano, calciatore argentino (n. 1910)
- 1958 - Duncan Edwards, calciatore inglese (n. 1936)
- 1958 - Luigi Visintin, geografo italiano (n. 1892)
- 1959 - Marziano Perosi, compositore e organista italiano (n. 1875)
- 1960 - Edwina Ashley, nobile britannica (n. 1901)
- 1960 - Jacques Becker, regista e sceneggiatore francese (n. 1906)
- 1961 - Aldo Cerlini, storico e paleografo italiano (n. 1880)
- 1961 - Agostino Guerresi, prefetto e politico italiano (n. 1880)
- 1961 - Adam Krzeptowski, fotografo, regista e attore cinematografico polacco (n. 1898)
- 1962 - Pietro Bronzini, calciatore italiano (n. 1898)
- 1962 - Harold Wolff, medico e neurologo statunitense (n. 1898)
- 1963 - Leopold Roosemont, ciclista su strada belga (n. 1909)
- 1963 - Mario Zotta, politico italiano (n. 1904)
- 1964 - Georg Jacoby, regista, sceneggiatore e produttore cinematografico tedesco (n. 1882)
- 1965 - Harry Daniels, pallanuotista statunitense (n. 1900)
- 1965 - Mahmoud Mokhtar El-Tetsh, calciatore egiziano (n. 1905)
- 1965 - Anna Garofalo, giornalista italiana (n. 1903)
- 1965 - Malcolm X, attivista e politico statunitense (n. 1925)
- 1966 - Giovanni Di Raimondo, ingegnere e dirigente pubblico italiano (n. 1892)
- 1966 - Raúl Saucedo, schermidore argentino (n. 1904)
- 1966 - Sergio Zardini, bobbista italiano (n. 1931)
- 1967 - Wolf Albach-Retty, attore austriaco (n. 1906)
- 1967 - Charles Beaumont, scrittore e sceneggiatore statunitense (n. 1929)
- 1967 - Jurij Viktorovič Tarič, regista cinematografico russo (n. 1885)
- 1968 - Howard Walter Florey, medico, patologo e fisiologo australiano (n. 1898)
- 1968 - Pavel Varfolomeevič Kuznecov, pittore, scenografo e grafico russo (n. 1878)
- 1968 - Maurice Rostand, scrittore francese (n. 1891)
- 1968 - Nino Sansone, giornalista e scrittore italiano (n. 1915)
- 1969 - José de Capriles, schermidore statunitense (n. 1912)
- 1969 - Anita Raffaella Cavalieri, scultrice e poetessa italiana (n. 1884)
- 1969 - Jean Charbonneaux, archeologo francese (n. 1895)
- 1969 - Lewis Martin, attore statunitense (n. 1894)
- 1969 - Masi Simonetti, pittore italiano (n. 1903)
- 1970 - Bernardo de la Guardia, schermidore costaricano (n. 1900)
- 1970 - Peter Tatsuo Doi, cardinale e arcivescovo cattolico giapponese (n. 1892)
- 1970 - Alberto Viviani, scrittore, poeta e giornalista italiano (n. 1894)
- 1971 - Tilla Durieux, attrice austriaca (n. 1880)
- 1971 - Salvatore Angelo Gitti, partigiano, sindacalista e politico italiano (n. 1908)
- 1971 - Clare Jacobs, astista statunitense (n. 1886)
- 1972 - Zaid Al-Harb, poeta kuwaitiano (n. 1887)
- 1972 - Marie Dubas, cantante francese (n. 1894)
- 1972 - Luther Lindsay, giocatore di football americano e wrestler statunitense (n. 1924)
- 1972 - Bronislava Fominična Nižinskaja, ballerina, coreografa e insegnante russa (n. 1891)
- 1972 - Eugène Tisserant, cardinale, arcivescovo cattolico e orientalista francese (n. 1884)
- 1972 - Zhang Guohua, generale e politico cinese (n. 1914)
- 1973 - Enrico Minio, politico e partigiano italiano (n. 1906)
- 1973 - Dimităr Pešev, politico bulgaro (n. 1894)
- 1974 - Tim Horton, hockeista su ghiaccio e imprenditore canadese (n. 1930)
- 1976 - Jimmy Brady, nuotatore e pallanuotista irlandese (n. 1901)
- 1977 - Lanfranco Alberico, calciatore italiano (n. 1917)
- 1977 - John Hubley, regista, sceneggiatore e animatore statunitense (n. 1914)
- 1977 - Henry Jordan, giocatore di football americano statunitense (n. 1935)
- 1978 - Abdelkrim Dali, cantante e musicista algerino (n. 1914)
- 1978 - Paul Hauman, calciatore belga (n. 1883)
- 1978 - Raoul Heide, schermidore norvegese (n. 1888)
- 1979 - Waldemar de Brito, calciatore brasiliano (n. 1913)
- 1979 - Waldyr, calciatore brasiliano (n. 1912)
- 1979 - Stefan Mykhailovich Kozik, astronomo russo (n. 1902)
- 1979 - Günther Meinhold, generale tedesco (n. 1889)
- 1979 - Harry C. Schnur, poeta, traduttore e filologo classico tedesco (n. 1907)
- 1980 - Alfred Andersch, scrittore e editore tedesco (n. 1914)
- 1980 - Aldo Andreotti, matematico italiano (n. 1924)
- 1980 - Eugenio Calzia, compositore italiano (n. 1910)
- 1981 - Ahmad II bin Rashid Al Mu'alla, sovrano emiratino (n. 1911)
- 1982 - Murray the K, conduttore radiofonico e disc jockey statunitense (n. 1922)
- 1982 - Gershom Scholem, filosofo e teologo tedesco (n. 1897)
- 1983 - Marie Mosquini, attrice statunitense (n. 1899)
- 1983 - Carlo Venegoni, politico e antifascista italiano (n. 1902)
- 1984 - Foiso Fois, pittore, critico d'arte e saggista italiano (n. 1916)
- 1984 - Emilio Rodríguez, ciclista su strada spagnolo (n. 1923)
- 1984 - Michail Aleksandrovič Šolochov, scrittore e politico sovietico (n. 1905)
- 1985 - Ina Claire, attrice statunitense (n. 1893)
- 1985 - Louis Hayward, attore britannico (n. 1909)
- 1985 - Dermot Ryan, arcivescovo cattolico irlandese (n. 1924)
- 1985 - John George Trump, ingegnere e fisico statunitense (n. 1907)
- 1986 - Victor Canning, scrittore britannico (n. 1911)
- 1986 - Umberto Di Falco, calciatore italiano (n. 1914)
- 1986 - Albert Ernst, militare tedesco (n. 1912)
- 1986 - Shigechiyo Izumi, centenario giapponese
- 1986 - Edvardas Mikučiauskas, calciatore lituano (n. 1901)
- 1986 - Mart Stam, architetto, urbanista e designer olandese (n. 1899)
- 1987 - Pëtr Grigorenko, militare sovietico (n. 1907)
- 1987 - Noel Odell, geologo e alpinista britannico (n. 1890)
- 1988 - Carlo Azzimonti, calciatore italiano (n. 1913)
- 1988 - Süreyya Duru, regista e produttore cinematografico turco (n. 1930)
- 1988 - Elda Fezzi, storica dell'arte e critica d'arte italiana (n. 1930)
- 1988 - Aleksandar Tomašević, allenatore di calcio e calciatore jugoslavo (n. 1908)
- 1988 - Alfredo Vozzi, arcivescovo cattolico italiano (n. 1905)
- 1988 - Martin Winter, canottiere tedesco (n. 1955)
- 1988 - Cornelis van Eesteren, architetto e urbanista olandese (n. 1897)
- 1989 - Alex Thépot, calciatore francese (n. 1906)
- 1990 - Elena Albertini, scrittrice italiana (n. 1902)
- 1990 - Isaac Jacob Schoenberg, matematico rumeno (n. 1903)
- 1990 - Alberto Simioni, fumettista italiano (n. 1951)
- 1991 - Nicola De Francesco, scultore e ceramista italiano (n. 1898)
- 1991 - Margot Fonteyn, ballerina britannica (n. 1919)
- 1991 - Nutan, attrice indiana (n. 1936)
- 1993 - Felice Borel, allenatore di calcio e calciatore italiano (n. 1914)
- 1993 - Irma Christenson, attrice svedese (n. 1915)
- 1993 - Harvey Kurtzman, fumettista statunitense (n. 1924)
- 1993 - Inge Lehmann, sismologa e geofisica danese (n. 1888)
- 1993 - Vico Polotto, baritono italiano (n. 1919)
- 1993 - Eddy Tiel, hockeista su prato olandese (n. 1926)
- 1994 - Evgenij Michajlovič Beljaev, tenore e militare sovietico (n. 1926)
- 1994 - Oscar Collazo, criminale portoricano (n. 1914)
- 1994 - Haim Hazan, cestista e allenatore di pallacanestro israeliano (n. 1937)
- 1994 - Mary Lasker, antiquaria e filantropa statunitense (n. 1900)
- 1994 - Johannes Steinhoff, generale e aviatore tedesco (n. 1913)
- 1995 - István Bárány, nuotatore ungherese (n. 1907)
- 1995 - Robert Bolt, drammaturgo e sceneggiatore britannico (n. 1924)
- 1995 - Bjarne Henning-Jensen, regista, attore e drammaturgo danese (n. 1908)
- 1995 - Jorge José Emiliano dos Santos, arbitro di calcio brasiliano (n. 1954)
- 1996 - Priscilla Bonner, attrice statunitense (n. 1899)
- 1996 - Isolina Carrillo, compositrice, musicista e cantante cubana (n. 1907)
- 1996 - Morton Gould, compositore, pianista e direttore d'orchestra statunitense (n. 1913)
- 1996 - Fred Kammer, hockeista su ghiaccio statunitense (n. 1912)
- 1996 - Don Laz, astista statunitense (n. 1929)
- 1996 - Alvaro Valentini, scrittore, poeta e traduttore italiano (n. 1924)
- 1997 - Choe Kwang, generale e politico nordcoreano (n. 1918)
- 1997 - Saverio D'Aquino, politico e medico italiano (n. 1928)
- 1997 - Josef Posipal, calciatore romeno (n. 1927)
- 1998 - Ramón Bravo, fotografo, scrittore e nuotatore messicano (n. 1925)
- 1998 - Karl Geyer, allenatore di calcio e calciatore austriaco (n. 1899)
- 1998 - Baboo Nimal, hockeista su prato indiano (n. 1908)
- 1998 - Sven Ivar Seldinger, radiologo svedese (n. 1921)
- 1999 - Giuseppe Avarna, poeta e scrittore italiano (n. 1916)
- 1999 - Benito Cazora, dirigente d'azienda e politico italiano (n. 1933)
- 1999 - Gertrude B. Elion, farmacologa e biochimica statunitense (n. 1918)
- 1999 - Vittore Fiore, giornalista e scrittore italiano (n. 1920)
- 1999 - Gaynor Flanagan, cestista australiana (n. 1933)
- 1999 - Otto Horn, militare tedesco (n. 1903)
- 1999 - Ilmari Juutilainen, aviatore finlandese (n. 1914)
- 1999 - Walter Lini, politico vanuatuano (n. 1942)
- 1999 - Jørgen Sørensen, calciatore danese (n. 1922)
- 2000 - Olena Apanovyč, storica ucraina (n. 1919)
- 2000 - Antonio Díaz-Miguel, cestista e allenatore di pallacanestro spagnolo (n. 1933)
- 2000 - Jean-Pierre Grenier, attore, regista e commediografo francese (n. 1914)
- 2000 - Antonio Imbesi, farmacista e farmacologo italiano (n. 1912)
- 2000 - Jilma Madera, scultrice e pittrice cubana (n. 1915)
- 2000 - Maria Teresa Regard, partigiana, scrittrice e giornalista italiana (n. 1924)
- 2000 - Roberto Sbarra, calciatore argentino (n. 1912)
- 2000 - Nello Ugolini, dirigente sportivo italiano (n. 1905)

## XXI secolo(124)
- 2001 - Octávio Barrosa, calciatore portoghese (n. 1920)
- 2001 - Anna Gabriella Ceccatelli, politica italiana (n. 1927)
- 2001 - Kim Jeong-sin, cestista e allenatore di pallacanestro sudcoreano (n. 1919)
- 2001 - José Alí Lebrún Moratinos, cardinale e arcivescovo cattolico venezuelano (n. 1919)
- 2001 - Desmond Leslie, scrittore, regista e compositore britannico (n. 1921)
- 2001 - Franco Petrini, disegnatore italiano (n. 1922)
- 2002 - Laudomia Bonanni, scrittrice italiana (n. 1907)
- 2002 - Ramiro Gremese, calciatore italiano (n. 1918)
- 2002 - Pietro Grossi, compositore, programmatore e violoncellista italiano (n. 1917)
- 2002 - Antonio Montessoro, politico italiano (n. 1938)
- 2002 - John Thaw, attore inglese (n. 1942)
- 2003 - Pierre Jahan, fotografo, pittore e illustratore francese (n. 1909)
- 2003 - Karel Kosík, filosofo ceco (n. 1926)
- 2003 - Roberto Mango, architetto e designer italiano (n. 1920)
- 2003 - Kevin O'Shea, cestista, allenatore di pallacanestro e dirigente sportivo statunitense (n. 1925)
- 2003 - Eddie Thomson, allenatore di calcio e calciatore scozzese (n. 1947)
- 2004 - John Charles, calciatore, allenatore di calcio e cantante gallese (n. 1931)
- 2004 - Bart Howard, compositore statunitense (n. 1915)
- 2004 - Svava Jakobsdóttir, scrittrice, drammaturga e politica islandese (n. 1930)
- 2004 - Custódio Pinto, calciatore portoghese (n. 1942)
- 2004 - Irina Press, multiplista, ostacolista e pesista sovietica (n. 1939)
- 2004 - Ljudmila Šišova, schermitrice sovietica (n. 1940)
- 2005 - Andrea Arrigoni, serial killer italiano (n. 1969)
- 2005 - Zdzisław Beksiński, pittore, fotografo e scultore polacco (n. 1929)
- 2005 - Guillermo Cabrera Infante, scrittore cubano (n. 1929)
- 2005 - Coniugi Cavallini, cantastorie italiano (n. 1928)
- 2005 - Ennio Melis, produttore discografico italiano (n. 1926)
- 2005 - Maarten van Severen, designer e architetto belga (n. 1956)
- 2005 - Julio Venini, calciatore argentino (n. 1929)
- 2006 - Gennadij Ajgi, poeta russo (n. 1934)
- 2006 - Mirko Marjanović, politico serbo (n. 1937)
- 2006 - Angelica Rozeanu, tennistavolista rumena (n. 1921)
- 2007 - Janez Bole, direttore di coro sloveno (n. 1919)
- 2007 - Ignazio Antonio II Hayek, patriarca cattolico siriano (n. 1910)
- 2007 - Arawa Kimura, calciatore giapponese (n. 1931)
- 2007 - Barry Stevens, cestista e allenatore di pallacanestro statunitense (n. 1963)
- 2007 - Al Viola, chitarrista statunitense (n. 1919)
- 2008 - Sufi Abu Taleb, politico e giurista egiziano (n. 1925)
- 2008 - Paul-Louis Carrière, vescovo cattolico francese (n. 1908)
- 2008 - Ben Chapman, attore statunitense (n. 1928)
- 2008 - Joe Gibbs, produttore discografico giamaicano (n. 1943)
- 2008 - Evan Mecham, politico statunitense (n. 1924)
- 2008 - Emmanuel Sanon, allenatore di calcio e calciatore haitiano (n. 1951)
- 2009 - Anton Bíly, calciatore cecoslovacco (n. 1931)
- 2009 - Andrea Cambi, comico e attore italiano (n. 1962)
- 2009 - Michel Clouscard, filosofo, sociologo e antropologo francese (n. 1928)
- 2009 - François De Pauw, cestista belga (n. 1926)
- 2009 - Diego Fanin, calciatore italiano (n. 1925)
- 2009 - Nico Garrone, critico teatrale, drammaturgo e sceneggiatore italiano (n. 1940)
- 2009 - Fabio Perinei, politico italiano (n. 1945)
- 2009 - Il'ja Pjateckij-Šapiro, matematico israeliano (n. 1929)
- 2010 - Vladimir Jakovlevič Motyl', regista sovietico (n. 1927)
- 2010 - Albader Parad, terrorista e guerrigliero filippino
- 2011 - Bernard Nathanson, medico statunitense (n. 1926)
- 2011 - Jerzy Nowosielski, pittore, scenografo e illustratore polacco (n. 1923)
- 2012 - Colin Ireland, serial killer britannico (n. 1954)
- 2012 - Josef Kalt, canottiere svizzero (n. 1920)
- 2012 - Riccardo Peloso, critico d'arte e giornalista italiano (n. 1943)
- 2012 - Benjamin Romuáldez, politico e diplomatico filippino (n. 1930)
- 2012 - Ėl'dor Urazbaev, regista sovietico (n. 1940)
- 2013 - Aleksej Jur'evič German, regista cinematografico e sceneggiatore russo (n. 1938)
- 2013 - Hasse Jeppson, calciatore svedese (n. 1925)
- 2013 - Bruce Millan, politico britannico (n. 1927)
- 2013 - Moriano Tampucci, calciatore italiano (n. 1944)
- 2014 - Francesco Di Giacomo, cantautore italiano (n. 1947)
- 2014 - Djoko Rosic, attore serbo (n. 1932)
- 2015 - Annalisa Bossi, tennista tedesca (n. 1915)
- 2015 - Aleksej Aleksandrovič Gubarev, cosmonauta sovietico (n. 1931)
- 2015 - Mychajlo Koman, allenatore di calcio e calciatore sovietico (n. 1928)
- 2015 - Luca Ronconi, attore e regista teatrale italiano (n. 1933)
- 2015 - Bruce Sinofsky, regista, produttore cinematografico e montatore statunitense (n. 1956)
- 2015 - Clark Terry, trombettista e compositore statunitense (n. 1920)
- 2015 - Daniel Topolski, canottiere, giornalista e scrittore britannico (n. 1945)
- 2016 - Carlo Baldi, politico italiano (n. 1926)
- 2016 - Giordano Campari, pugile italiano (n. 1934)
- 2016 - Patrick Hodgkinson, architetto britannico (n. 1930)
- 2016 - Emilio Rodríguez Almeida, archeologo e storico spagnolo (n. 1930)
- 2017 - Kenneth Arrow, economista statunitense (n. 1921)
- 2017 - Brunella Bovo, attrice italiana (n. 1930)
- 2017 - Enzo Carella, cantautore italiano (n. 1952)
- 2017 - Desmond Connell, cardinale e arcivescovo cattolico irlandese (n. 1926)
- 2017 - Lucio Paternò, fisico e astronomo italiano (n. 1939)
- 2017 - Annita Tarantola, imprenditrice italiana (n. 1922)
- 2018 - Emma Chambers, attrice britannica (n. 1964)
- 2018 - Antenore Cuel, fondista e sciatore di pattuglia militare italiano (n. 1922)
- 2018 - Billy Graham, predicatore e scrittore statunitense (n. 1918)
- 2018 - Ján Kuciak, giornalista slovacco (n. 1990)
- 2018 - Taieb Louhichi, regista e sceneggiatore tunisino (n. 1948)
- 2018 - Giuseppe Turini, politico italiano (n. 1927)
- 2018 - Greet Duijf, cestista olandese (n. 1939)
- 2018 - Ren Ōsugi, attore giapponese (n. 1951)
- 2019 - Paolo Brera, economista, scrittore e traduttore italiano (n. 1949)
- 2019 - Stanley Donen, regista e coreografo statunitense (n. 1924)
- 2019 - Giuseppe Mifsud Bonnici, magistrato e giurista maltese (n. 1930)
- 2019 - Beverley Owen, attrice statunitense (n. 1937)
- 2019 - Peter Tork, cantautore, polistrumentista e attore statunitense (n. 1942)
- 2019 - Hilde Zadek, soprano tedesco (n. 1917)
- 2020 - Andrea Comba, giurista italiano (n. 1936)
- 2020 - Lal Khan, attivista e politologo pakistano (n. 1956)
- 2020 - Lisel Mueller, poetessa e traduttrice tedesca (n. 1924)
- 2021 - Giovanni Knapp, ciclista su strada italiano (n. 1943)
- 2021 - Angelo Miserocchi, ciclista su strada italiano (n. 1933)
- 2021 - Zlatko Saračević, pallamanista e allenatore di pallamano croato (n. 1961)
- 2022 - Roger Carter, matematico statunitense (n. 1934)
- 2022 - John Emery, bobbista canadese (n. 1932)
- 2022 - Paul Farmer, antropologo e medico statunitense (n. 1959)
- 2022 - Giancarlo Gallesi, calciatore e allenatore di calcio italiano (n. 1932)
- 2022 - Abdul Waheed Khan, hockeista su prato pakistano (n. 1936)
- 2022 - Maurizio Marchitelli, scenografo italiano (n. 1949)
- 2022 - Judith Pipher, astronoma e fisica statunitense (n. 1940)
- 2023 - Amancio, calciatore, allenatore di calcio e dirigente sportivo spagnolo (n. 1939)
- 2023 - Vittorio Bestoso, doppiatore e direttore del doppiaggio italiano (n. 1953)
- 2023 - Simone Segouin, partigiana francese (n. 1925)
- 2023 - Nadja Tiller, attrice austriaca (n. 1929)
- 2024 - Roger Guillemin, medico e neurologo francese (n. 1924)
- 2024 - Gerd Konzag, cestista tedesco (n. 1930)
- 2024 - Micheline Presle, attrice francese (n. 1922)
- 2024 - Pamela Salem, attrice e impresaria teatrale britannica (n. 1944)
- 2024 - John Savident, attore britannico (n. 1938)
- 2025 - Khalil Fong, cantante e compositore statunitense (n. 1983)
- 2025 - Piero Gonfiantini, calciatore italiano (n. 1937)
- 2025 - Gwen McCrae, cantante statunitense (n. 1943)
- 2025 - Olga Mikulášková, cestista cecoslovacca (n. 1939)
- 2025 - Erik Petersen, canottiere danese (n. 1939)